# Мережки (посёлок)
Мережки (укр. Мережки) — посёлок в Амвросиевском районе Донецкой области Украины. Находится под контролем самопровозглашённой Донецкой Народной Республики.

## География

#### Соседние населённые пункты по странам света
С: Свободное, Зеркальное
СЗ: Володарского, Осыково
СВ: —
З: Клёновка, Осыково
В: Войковский
ЮЗ: Шевченко, Петренки, Строитель, Бурное, Шмидта, Прохоровское
ЮВ: Обрезное
Ю: —

## Население
Население по переписи 2001 года составляло 10 человек.

## Общая информация
Почтовый индекс — 87324. Телефонный код — 6259. Код КОАТУУ — 1420684505.

## Местный совет
87324, Донецкая область, Амвросиевский район, пос. Клёновка, ул. Ленина, 8